# 米科拉伊夫卡 (布拉茨凱市鎮)
47°47′40″N 31°28′24″E / 47.79444°N 31.47333°E
米科拉伊夫卡（烏克蘭語：Миколаївка），是烏克蘭南部的村落，隸屬尼古拉耶夫州沃茲涅先斯克區的布拉茨凱市鎮負責管轄，始建於1782年，面積1.03平方公里，海拔高度99米，2001年人口497，人口密度每平方公里482.5人。